# 마이 소 콜드 라이프
《마이 소 콜드 라이프》(영어: My So-Called Life)는 1994년부터 1995년까지 방영된 드라마이다.